# Hudson Country Club Eight
Der Hudson Country Club Eight bezeichnet eine Serie von Achtzylinder-Automobilen, die die Hudson Motor Car Co. in Detroit von 1939 bis 1940 fertigte. Waren die Country Club Eight zunächst die einzigen Achtzylinderwagen, so stellte man ihnen 1940 einfachere Modelle, wie den Eight und den DeLuxe Eight zur Seite.
Die Fahrgestelle hatten einen Radstand von 3.099 mm (Modell 95) oder 3.277 mm (Modell 97). Beide Fahrgestelle waren mit dem gleichen Motor bestückt, einem Reihenachtzylindermotor mit seitlich stehenden Ventilen, 4.169 cm³ Hubraum (Bohrung × Hub = 76,2 mm × 114,3 mm) und einer Leistung von 122 bhp (90 kW) bei 4.200 min−1. Über eine Einscheiben-Ölbadkupplung wurde die Motorkraft an ein Dreiganggetriebe (mit Lenkradschaltung) und dann an die Hinterräder weitergeleitet. Die hydraulischen Bremsen wirkten auf alle vier Räder. Eine automatische Kupplung war als Sonderausstattung verfügbar.
Es gab unterschiedlichste Aufbauten mit 2 und 4 Türen. Der „97“ mit längerem Radstand wurde ausschließlich als viertürige Limousine mit 5 oder 7 Sitzen geliefert.
1940 hatte der Country Club Eight, wie alle Hudson-Modelle, das Erscheinungsbild des Hudson Super Six übernommen: Das Modell 47 hatte einen Kühlergrill mit horizontalen Stäben, der die gesamte Fahrzeugbreite einnahm, und weiterhin in die Kotflügel integrierte Hauptscheinwerfer. Der Radstand betrug nun 3.175 mm.
Der Achtzylindermotor mit unverändertem Hubraum leistete nun 128 bhp (94 kW) bei 4.200 min−1. Als Aufbauten wurden nur viertürige Limousinen mit sechs oder acht Sitzplätzen angeboten.
1941 entfiel der Country Club Eight und wurde durch den Commodore Custom Eight ersetzt.